# 10079 Meunier
10079 Meunier este o planetă minoră (asteroid), cu un diametru de 4,311 km, din centura de asteroizi. A fost descoperită pe 2 decembrie 1989 la Observatorul European Austral de Eric Walter Elst și a fost numită după Constantin Meunier⁠(d). 
Obiectul prezintă o orbită caracterizată de o semiaxă mare de 2,6382619 UAi, o excentricitate de 0,23, o înclinație de 7,13422 ° în raport cu ecliptica.